# Mitch Porter
Mitch Porter fue el bajista original y uno de los fundadores de Jimmy Eat World junto con Jim Adkins, Tom Linton y Zach Lind, sus compañeros de instituto en Mesa, Arizona.
Dejó la banda en 1995 para enrolarse en la Iglesia de Jesucristo de los Santos de los Últimos Días poco antes de que la banda comenzara a grabar su primer disco de estudio, Static Prevails.
- Datos: Q9033721